# Independence (Iowa)
Independence és una població dels Estats Units a l'estat d'Iowa. Segons el cens del 2000 tenia 6.014 habitants.

## Demografia
Segons el cens del 2000, Independence tenia 6.014 habitants, 2.432 habitatges, i 1.588 famílies. La densitat de població era de 625,9 habitants/km².
Dels 2.432 habitatges en un 30% hi vivien nens de menys de 18 anys, en un 52,9% hi vivien parelles casades, en un 9,4% dones solteres, i en un 34,7% no eren unitats familiars. En el 30,3% dels habitatges hi vivien persones soles el 16% de les quals corresponia a persones de 65 anys o més que vivien soles. El nombre mitjà de persones vivint en cada habitatge era de 2,35 i el nombre mitjà de persones que vivien en cada família era de 2,93.
Per edats la població es repartia de la següent manera: un 25,4% tenia menys de 18 anys, un 7,3% entre 18 i 24, un 25,9% entre 25 i 44, un 22,5% de 45 a 60 i un 18,9% 65 anys o més.
L'edat mediana era de 39 anys. Per cada 100 dones de 18 o més anys hi havia 82,8 homes.
La renda mediana per habitatge era de 36.554 $ i la renda mediana per família de 45.951 $. Els homes tenien una renda mediana de 31.161 $ mentre que les dones 21.597 $. La renda per capita de la població era de 20.683 $. Entorn del 5% de les famílies i el 7% de la població estaven per davall del llindar de pobresa.

## Poblacions més properes
El següent diagrama mostra les poblacions més properes.